# 脈管異常
脈管異常（みゃっかんいじょう、英: Vascular anomaly）とは、血管またはリンパ管の局所的な欠陥であり、脈管長・数の増加、拡張、大きな湾曲を特徴とする。単純な母斑から外観を損なう可能性のある大きな腫瘍まで、様々な病変を指す他、悪性脈管性腫瘍も包含している。脈管異常には先天性のもの、生後数週間から数年以内に現れるもの、外傷や妊娠中に後天的に生じるものもある。遺伝性の異常もまた報告されており、多くの場合、年齢と共に病変が増加する。脈管異常の推定有病率は4.5％である。脈管異常は全身に起こり得るが、患者の60％は頭頸部に集中している。

## 用語
脈管異常の外観は多岐に渡る。リンパ管腫は通常局所の膨隆として現れる。血管腫では皮膚の深部にある場合は青く見え、海綿状血管腫と呼ばれることが多い。表在性の血管腫は赤い染みとして現れ、真皮に影響を及ぼす。歴史的に血管異常はそれらが似ている食品（ポートワイン、イチゴ、チェリー、サーモン）に擬して名付けられてきた。この不正確な用語は診断上の混乱を引き起こし、コミュニケーションを阻害し、さらには様々な血管異常を区別しないため誤った治療の原因ともなっていた。
1982年にMullikenとGlowackiはこれらの記述的用語に代わる分類を導入し、様々な脈管異常の管理に方向性を示した。この分類は臨床的特徴、自然経過、細胞特性に基づいており、脈管異常を脈管性腫瘍と脈管奇形の2つのグループに分類している。脈管性腫瘍と脈管奇形は似ている場合もあるが、両者の間には重要な違いがある。
1996年に国際血管腫・血管奇形学会（英: The International Society for the Study of Vascular Anomalies; ISSVA）が提示したISSVA分類はMulliken・Glowacki分類を元にしており、脈管異常の基本的かつ体系的な分類であり、国際的に広く受け入れられている。
2024年5月に開催された国際学会で更に改定され、用語が見直されたほか、血流速度による分類やPIK3CA関連過成長スペクトラムの概念が導入された。
| - 脈管性腫瘍 - 良性 - 境界型 - 悪性 |
| - 脈管奇形 - 高速流型 - 動静脈奇形 - 低速流型 - 毛細血管奇形 - リンパ管奇形 - 静脈奇形 - 混合型 - 発達性血管異常（命名された血管に関するもの） |
| - PUVA（Potentially Unique Vascular Anomaly：特徴的な血管異常）                                                                                |

過去に広く使用されていたリンパ管腫などの用語は時代遅れである。新しい研究ではISSVAの用語しか参照されないことがあり、ISSVA規約に用いられない用語による検索では最新の情報を見つけられない可能性がある。
| ISSVA用語                  | 従来の疾患名                                |
| -------------------------- | ------------------------------------------- |
| 血管腫                     | 苺状血管腫 毛細血管腫 海綿状血管腫          |
| カポジ肉腫様血管内皮細胞腫 | （毛細）血管腫                              |
| 化膿性肉芽腫               | 血管腫                                      |
| 毛細血管奇形               | ポートワイン母斑 毛細血管拡張症             |
| リンパ管奇形               | リンパ管腫 嚢胞性ヒグローマ（水滑液嚢胞腫） |
| 静脈奇形                   | 海綿状血管腫                                |
| 動静脈奇形                 | 動静脈血管腫                                |

## 脈管性腫瘍
脈管性腫瘍には血管腫が含まれる。血管腫は乳児に最も多く見られる腫瘍で1～2%に発生し、極低出生体重児の未熟児では10％に発生する。血管腫は正常な血管の過成長を特徴とし、内皮増殖の亢進が見られる。典型的には出生時に発現するが、出生後2～3週間以内または乳児期に発現することもある。よく知られている4つの型は、乳児血管腫、先天性血管腫、カポジ肉腫様血管内皮細胞腫、化膿性肉芽腫である。

### 乳児血管腫
乳児血管腫は最も一般的な血管腫である。良性の腫瘍であり、白人乳児の4～5％に発生するが、肌の浅黒い乳児には稀である。低体重の未熟児の20％に発生し、女児では2.2～4.5倍の頻度である。乳児血管腫は頭頸部（60％）に最もよく見られるが、体幹や手足にも発生する。これらの病変の1⁄3は出生時に毛細血管拡張性の染みや出血斑として認められる。70％～90％が生後4週間までに出現するが、皮膚の下に位置する病変は腫瘍が充分に大きくなる生後3～4ヵ月まで現れないことがある。生後9ヵ月間、乳児血管腫は子供の成長よりも速い急速な成長を遂げる。これは増殖期と呼ばれる。9ヵ月を過ぎると腫瘍の成長は鈍化し、約3か月間は子供の成長と同等になる。12ヵ月後に腫瘍は退縮し始め、消失することもある。退縮は、3歳までに患者の1⁄3、5歳までに半数、7歳までに72％で見られる。退縮の結果、毛細血管拡張、蒼白、萎縮、質感の変化、時には線維脂肪組織が残存することがある。乳児血管腫の90％は小さく限局性で無症状であるため、治療は主に観察と退縮が完了するまでの経過観察からなる。退縮を促進するコルチコステロイドで治療することもでき、患者の95％において増殖は安定し、75%の腫瘍が縮小する。ステロイドの局所内投与が最も効果的であるが、効果が一時的であるため追加注射が必要になる場合がある。ステロイドの全身投与は多くの副作用を引き起こす可能性があり、局所内注射では治療できないほど大きな、問題のある乳児血管腫にのみ使用される。増殖期には腫瘍は非常に血管が多いので、この時期に手術治療を受ける患者は失血のリスクがある。更にこの時期の手術は審美的な結果が劣ることが多い。しかし乳児血管腫の50%は退縮後も線維性脂肪組織、余剰皮膚、または損傷した構造が残存するため、小児期に介入が必要となる場合がある。退縮が完了するまで待つことで、残存する線維脂肪組織や余剰皮膚の切除量を最小限に抑え、傷跡を最小限に抑えることができる。治療のもう1つの選択肢にはパルス色素レーザーがある。退縮後に残存する毛細血管拡張症をレーザー療法で治療できる。

### 先天性血管腫
先天性血管腫は出生時に完全に発育しているため、出生後に増大する乳児血管腫と区別できる。先天性血管腫は胎生期に形成され、出生時にその大きさが最大となる。出生前の超音波検査によって胎内で診断されることもある。乳児血管腫と異なり先天性血管腫は四肢に好発し、孤立性で平均直径は5cmである。男女比に偏りは見られない。先天性血管腫は、急速退縮性先天性血管腫（英: rapidly involuting congenital hemangioma; RICH）と非退縮性先天性血管腫（英: non-involuting congenital hemangioma; NICH）の2つのサブグループに分けられる他、部分退縮性先天性血管腫（英: partially involuting congenital hemangioma; PICH）も存在する。
急速に退縮する先天性血管腫（RICH）は出生時に中心陥凹、瘢痕または潰瘍を伴う孤立性隆起性腫瘍として現れ、その周囲には蒼白の縁がある。退縮を特徴とし、通常は出生後数週間で始まり、生後14ヵ月までに完了する。退縮後には、皮膚萎縮や皮下組織の変形などを残存させる場合がある。主に四肢（52％）に発現するが、頭頸部（42％）および体幹（6％）にも発生する。
退縮しない先天性血管腫（NICH）は、中央に毛細血管の拡張と低色素性の縁を有する孤立性の境界明瞭な赤桃色から紫色の斑として現れる。RICHとは対照的にNICHは退縮せず、潰瘍化することは稀である。NICHは小児期後期まで持続し、小児の成長に合わせて成長する点で血管奇形との類似性が認められる。NICHは外見上RICHに類似しているが、隆起が大きく、毛細血管拡張が粗いことでRICHとの鑑別が可能である。主に頭頸部（43％）に発現するが、四肢（38％）や体幹（19％）にも発生する。
RICHは出生後に退縮し、NICHは良性でしばしば無症状であるため、先天性血管腫に対する外科的切除が必要になることは稀であるが、手術瘢痕が病変よりも目立たない場合に限り、患部の外観の改善目的で切除が適応となることがある。その他の適応としては、持続的な出血または慢性感染症を伴う潰瘍がある。殆どのNICH病変は問題なく著しい変形を引き起こさないが、NICHは退縮せず薬物療法にも反応しないため、切除の閾値は低い。RICH腫瘍は退縮が完了するまで経過観察する。浸潤したRICHは萎縮組織を残すことがあるが、これは自家移植で再建可能である。但し退縮が完了するまで切除を延期することが最善である場合が多い。コルチコステロイドの局所注射または全身注射、インターフェロンα-2aまたはα-2b、血管新生阻害剤などの薬物治療が有効である。ステロイドの使用により、30%で腫瘍の退縮が加速し、40%で増殖が安定し色が薄くなり腫瘍が軟化するが、30%は反応が殆ど無いか、まったく反応しない。インターフェロンα-2aまたはα-2b治療は副腎皮質ステロイドに反応しなかった患者にしばしば使用される。反応は遥かに遅いものの、治療を受けた小児の80%で成功している。インターフェロンの最も重篤な副作用は痙直型両麻痺である。その他の治療法としては、塞栓術やパルス色素レーザーがあり、RICHやNICHの残存毛細血管拡張を改善する。

### カポジ肉腫様血管内皮細胞腫
カポジ肉腫様血管内皮細胞腫（英: Kaposiform hemangioendothelioma; KHE）は稀な血管新生物で、局所的には侵攻性を示すが転移性はない。特に皮膚、深部軟部組織、後腹膜、縦隔に発生し、稀に骨にも発生する。病変は孤立性に発生するが、頭頸部（40％）、体幹（30％）、四肢（30％）など、身体の広い範囲を侵すことが多い。通常、出生時に平坦で赤紫色の緊満した浮腫性病変として認められる。病変の半数は先天性であるが、KHEの58％は乳児期に、32％は1歳から10歳の間に、10％は11歳以降に発症する。更に主に男性の成人発症も報告されている。小児では男女とも同程度に罹患する。病変はしばしば直径5cm以上で、目に見える変形や痛みを引き起こすことがある。幼児期にはKHEは拡大し、2歳を過ぎると部分的に退縮するが、通常は長期的に持続する。
また患者の50％は血小板減少（25,000/mm3未満）による凝固障害を患い、点状出血や出血を呈する。これはカサバッハ・メリット症候群/現象と呼ばれ、血小板や他の凝固因子が腫瘍内に捕捉されることにより生じる。カサバッハ・メリット現象は、病変が8cm未満の患者では起こり難い。成人発症KHE腫瘍の2⁄3は2cm未満であるため、成人のKHEがカサバッハ・メリット現象を伴うことは稀である。KHEおよびカサバッハ・メリット現象の患者は、点状出血および出血斑を呈する。殆どのKHE腫瘍は複数の組織面および重要な構造に及ぶびまん性であり、KHEの切除は困難であることが多い。その為カポジ肉腫様血管内皮細胞腫の治療は薬物療法となる。主な医薬品はインターフェロンαであり、小児の50％で奏効する。もう一つはビンクリスチンで、副作用が多いが奏効率は90％である。薬物療法は多くの場合、腫瘍の縮小と凝固障害の治療に用いられる。しかしこれらのカポジ肉腫様血管内皮細胞腫の多くは完全には退縮せず、遥かに小さな無症候性腫瘍として残る。
KHEの死亡率は依然として30％と高い。大きなマージンをとった完全な外科的切除が最も良好な治療成績を残すと報告されているが、出血のリスク、病変の範囲および解剖学的部位のため、通常は行われない。病変が小さい場合や限局している場合は、手術による管理が可能な場合がある。症状の強い患者や薬物療法が無効な患者に対しては、より広い範囲の切除も適応となり得る。機能上の問題を引き起こしていない病変については、KHEは良性であり切除すると変形を引き起こす可能性があるため、切除は必要ない。

### 化膿性肉芽腫
化膿性肉芽腫は、主に皮膚（88.2％）および粘膜を侵す小さな良性の血管腫瘍である。化膿性肉芽腫は急速に成長する赤い斑点として現れ、丘疹に変化し、最終的に首の細い有茎性となる。これらの病変の平均直径は6.5mmである。これらの病変は小さいが、しばしば出血、痂皮形成、潰瘍形成を伴う。顕微鏡的には化膿性肉芽腫は、肉芽組織および慢性炎症性浸潤の中での脈管増殖を特徴とする。

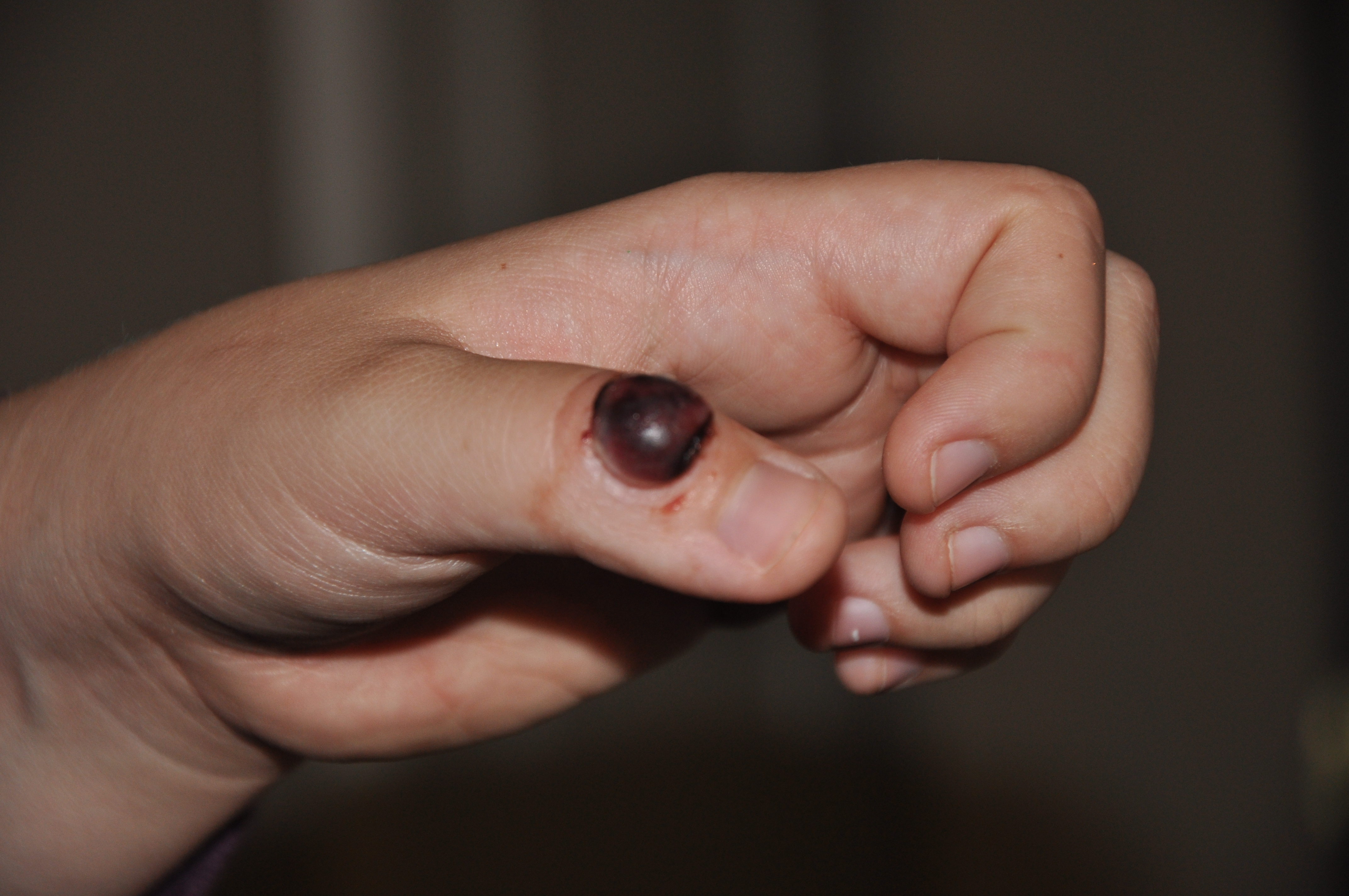
化膿性肉芽腫

化膿性肉芽腫は稀な先天性疾患である。乳児によく見られ、42.1%は生後5年以内に発症する。この血管腫瘍は男性に女性の2倍多く見られ、病変の25％は外傷、皮膚基礎疾患、妊娠、ホルモン変化および薬剤と関連していると思われる。化膿性肉芽腫は毛細血管奇形内に発生することもある。化膿性肉芽腫全体の62％が頭部または頸部に分布し、主に頬および口腔に発生する。顔面に病変が生じると、目に見える変形が生じることがある。
化膿性肉芽腫の治療法は数多く報告されている。真皮網状層に及ぶ病変は、パルス色素レーザー、焼灼術、または削皮切除術では治療しきれないことがあり、そのため再発率は43.5％である。この場合の根治的治療には、皮膚全層切除が必要である。その他の選択肢としては、掻爬術またはレーザー治療がある。小さな病変に対しては徹底的な掻爬と焼灼が、大きな病変に対しては全層切除が用いられることが多い。

## 脈管奇形
脈管奇形は、循環器系の様々な障害（血管の発達異常）の総称である。毛細血管、動脈、静脈、リンパ管の障害、あるいはこれらの複合障害（病変は奇形である主要血管に基づいて命名される）がある。脈管奇形は、血管・リンパ管の発育異常（形態異常）による奇形脈管の集合体である。但しこれらの欠損では内皮のターンオーバーは安定している。先天性の脈管奇形は必ずしも目に見えるものではないが、出生時には既に存在している。脈管腫瘍とは対照的に、脈管奇形には成長期も退行期もない。脈管奇形は子供の成長に比例して成長する傾向がある。脈管奇形は退縮することはなく、生涯持続する。脈管奇形は、低流速型、高流速型、複合型に分類できる。

### 低流速血管奇形（Slow-flow vascular malformations）
- 毛細血管奇形（英語版）（ポートワイン母斑）： 毛細血管奇形は、主に頭部および頚部の皮膚に生じる扁平で赤みを帯びた病変であり、年齢と共に濃くなる。サーモンパッチ、単純性母斑、血管性母斑のような、生後数年以内に薄くなるか消失するアザとは対照的である。毛細血管奇形は血管奇形の11％を占める[2]。毛細血管奇形と関連する症候群にはスタージ・ウェーバー症候群やクリッペル・トレノネー・ウェーバー症候群（英語版）が挙げられる[19]。毛細血管奇形は、IPL（英: Intensed-pulsed-light）療法や外科的切除で治療できる[3]。
- 静脈奇形は触診で圧迫可能な青み掛かった、拡張した静脈血管が原因の病変である。静脈奇形は、静脈内の鬱血および微小血栓により朝に痛みを伴うことがある。静脈奇形は、通常、頭頸部に発生する[18]。静脈奇形は最も一般的な血管異常であり、全血管奇形の40％を占める[2]。血管奇形は硬化療法（英語版）および外科的切除で治療できる[3]。

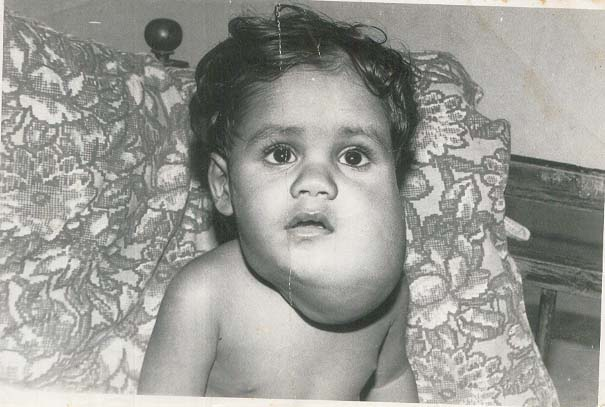
リンパ管奇形

- リンパ管奇形はリンパ系の良性腫瘍である[20]。リンパ管奇形はリンパ管が形成される際の閉塞または欠損によって生じる。脈管奇形の28％がリンパ管奇形である[2]。リンパ管奇形は硬化療法や外科的切除で治療できる[3]。

### 高流速血管奇形（Fast-flow vascular malformations）
高流速血管奇形はすべて動脈の奇形である。脈管奇形全体の約14％を占める。
- 動脈奇形
- 動静脈瘻（Arteriovenous fistula; AVF）: 動脈と静脈が瘻孔を介して直接連絡している病変[3]。
- 動静脈奇形（英語版）（Arteriovenous malformation）: 動脈と静脈が毛細血管床を介さずに直接連結しているが、その間に形成異常の血管巣が介在している病変[18]。

### 混合型脈管奇形（Combined-complex vascular malformations）
様々な脈管奇形の組み合わせ。このような脈管奇形は、2つの異なるタイプの脈管が組み合わさっているため、「混合型」と呼ばれる。
- CVM; Capillary venous malformation：毛細血管静脈奇形
- CLM; Capillary lymphatic malformation：毛細血管拡張リンパ管奇形
- LVM; Lymphatic venous malformation：リンパ管静脈奇形
- CLVM; Capillary lymphatic venous malformation：毛細血管リンパ管静脈奇形。CLVMはクリッペル・トレノネー・ウェーバー症候群（英語版）に関係する。
- AVM-LM; Arteriovenous malformation- lymphatic malformation：動静脈奇形・リンパ管奇形

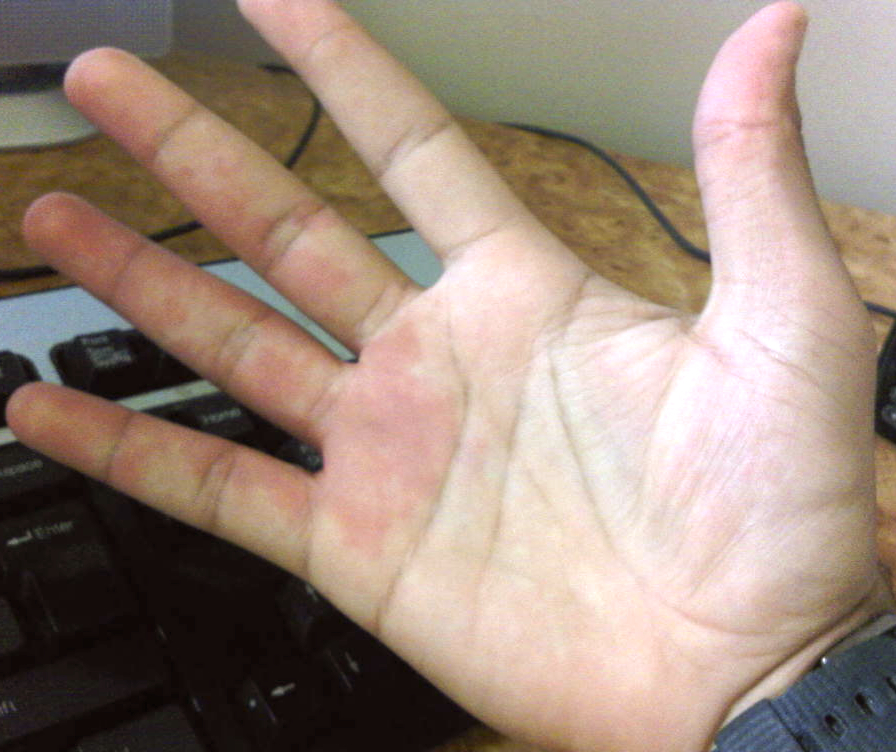
毛細血管奇形

- CM-AVM; Capillary malformation- arteriovenous malformation[19]：毛細血管奇形・動静脈奇形

## 研究
血管異常の研究に特化した国際血管腫・血管奇形学会（ISSVA）には、多分野の医師、科学者、医療従事者が参加している。
地理的な血管異常の組織も存在する。例として日本では日本血管腫血管奇形学会が活動している。オーストラリアとニュージーランドでは、Australian Vascular Anomalies Networkがある。